# Kris Twardek
Kristopher David Twardek, detto Kris (Toronto, 8 marzo 1997), è un calciatore canadese con cittadinanza ceca, attaccante del Valour.

## Biografia
È nato a Toronto ed è cresciuto a Ottawa. Suo padre è ceco e sua madre è canadese.

## Carriera

### Club
Inizia la carriera nelle giovanili del West Carleton SC e successivamente milita in quelle dell'Ottawa South United. Nel 2013 viene acquistato dal Millwall, dove gioca per due anni nelle giovanili; nel 2015 viene aggregato alla rosa della prima squadra. In una stagione e mezzo trova poco spazio, giocando solo 3 incontri nell'English Football League Trophy. Nel gennaio del 2017 viene girato in prestito al Braintree Town, club della quinta divisione inglese. Rientrato dal prestito, gioca due incontri in Championship e uno nella FA Cup, prima di essere ceduto nuovamente in prestito, nel gennaio del 2018, al Carlisle United, nella quarta divisione inglese. Poco prima dell'inizio della stagione 2018, va allo Sligo Rovers, club della massima serie irlandese, dove rimane per due stagioni, successivamente si trasferisce al Bohemians, altro club della massima serie irlandese. Nell'ottobre del 2020 viene ceduto ai polacchi dello Jagiellonia. Nel 2021 si trasferisce agli slovacchi del Senica.

### Nazionale
Tra il 2013 e il 2015 ha giocato alcuni incontri con le nazionali ceche Under-17 e Under-18. Dal 2017 decide di rappresentare il Canada, e nello stesso anno esordisce con la nazionale Under-20 nel campionato nordamericano di categoria. L'8 ottobre 2017 ha esordito con la nazionale canadese giocando l'amichevole persa 1-0 contro l'El Salvador. Nel 2018 prende parte al Torneo di Tolone con la nazionale Under-23.

## Statistiche

### Presenze e reti nei club
Statistiche aggiornate al 6 gennaio 2022.
| Stagione            | Squadra             | Campionato          | Campionato | Campionato | Coppe nazionali | Coppe nazionali | Coppe nazionali | Coppe continentali | Coppe continentali | Coppe continentali | Altre coppe | Altre coppe | Altre coppe | Totale | Totale |
| Stagione            | Squadra             | Comp                | Pres       | Reti       | Comp            | Pres            | Reti            | Comp               | Pres               | Reti               | Comp        | Pres        | Reti        | Pres   | Reti   |
| ------------------- | ------------------- | ------------------- | ---------- | ---------- | --------------- | --------------- | --------------- | ------------------ | ------------------ | ------------------ | ----------- | ----------- | ----------- | ------ | ------ |
| 2015-2016           | Millwall            | FL1                 | 0          | 0          | FACup+CdL       | 0               | 0               |                    | -                  | -                  | FLT         | 0           | 0           | 0      | 0      |
| 2016-gen. 2017      | Millwall            | FL1                 | 0          | 0          | FACup+CdL       | 0               | 0               |                    | -                  | -                  | FLT         | 3           | 0           | 3      | 0      |
| Totale Millwall     | Totale Millwall     | Totale Millwall     | 0          | 0          |                 | 0               | 0               |                    | -                  | -                  |             | 3           | 0           | 3      | 0      |
| gen.-feb. 2017      | Braintree Town      | NL                  | 12         | 0          |                 | -               | -               |                    | -                  | -                  |             | -           | -           | 12     | 0      |
| 2017-gen. 2018      | Millwall            | FLC                 | 2          | 0          | FACup+CdL       | 1+0             | 0               |                    | -                  | -                  |             | -           | -           | 3      | 0      |
| gen.-mag. 2018      | Carlisle Utd        | FL2                 | 12         | 0          |                 | -               | -               |                    | -                  | -                  |             | -           | -           | 12     | 0      |
| 2018                | Sligo Rovers        | PD                  | 11         | 0          | CI+CdL          | 1+1             | 0               |                    | -                  | -                  |             | -           | -           | 13     | 0      |
| 2019                | Sligo Rovers        | PD                  | 36         | 2          | CI+CdL          | 4+1             | 4+0             |                    | -                  | -                  |             | -           | -           | 41     | 6      |
| Totale Sligo Rovers | Totale Sligo Rovers | Totale Sligo Rovers | 47         | 2          |                 | 7               | 4               |                    | -                  | -                  |             | -           | -           | 54     | 6      |
| 2020                | Bohemians           | PD                  | 13         | 1          | CI              | 1               | 0               | UEL                | 1                  | 0                  |             | -           | -           | 15     | 1      |
| ott. 2020-2021      | Jagiellonia         | EK                  | 15         | 0          |                 | -               | -               |                    | -                  | -                  |             | -           | -           | 15     | 0      |
| 2021-gen. 2022      | Senica              | SL                  | 18         | 0          | CS              | 2               | 0               |                    | -                  | -                  |             | -           | -           | 20     | 0      |
| 2022                | Bohemians           | PD                  | 0          | 0          | CI              | 0               | 0               |                    | -                  | -                  |             | -           | -           | 0      | 0      |
| Totale carriera     | Totale carriera     | Totale carriera     | 119        | 3          |                 | 11              | 4               |                    | 1                  | 0                  |             | 3           | 0           | 134    | 3      |

### Cronologia presenze e reti in nazionale
| Cronologia completa delle presenze e delle reti in nazionale ― Canada | Cronologia completa delle presenze e delle reti in nazionale ― Canada | Cronologia completa delle presenze e delle reti in nazionale ― Canada | Cronologia completa delle presenze e delle reti in nazionale ― Canada | Cronologia completa delle presenze e delle reti in nazionale ― Canada | Cronologia completa delle presenze e delle reti in nazionale ― Canada | Cronologia completa delle presenze e delle reti in nazionale ― Canada | Cronologia completa delle presenze e delle reti in nazionale ― Canada |
| Data                                                                  | Città                                                                 | In casa                                                               | Risultato                                                             | Ospiti                                                                | Competizione                                                          | Reti                                                                  | Note                                                                  |
| --------------------------------------------------------------------- | --------------------------------------------------------------------- | --------------------------------------------------------------------- | --------------------------------------------------------------------- | --------------------------------------------------------------------- | --------------------------------------------------------------------- | --------------------------------------------------------------------- | --------------------------------------------------------------------- |
| 8-10-2017                                                             | Houston                                                               | El Salvador                                                           | 1 – 0                                                                 | Canada                                                                | Amichevole                                                            | -                                                                     | 84’                                                                   |
| Totale                                                                |                                                                       | Presenze                                                              | 1                                                                     |                                                                       | Reti                                                                  | 0                                                                     |                                                                       |